# Понеделник сутрин
„Понеделник сутрин“ е български игрален филм (драма) от 1966 година, пуснат на екран чак през 1988 г., поради цензура от комунистическия режим. Произведението е режисирано от Ирина Акташева и Христо Писков, по сценарий на Никола Тихолов. Оператор е Димо Коларов. Музиката във филма е композирана от Милчо Левиев.

## Сюжет
Внимание:  Текстът по-долу разкрива сюжета на произведението (или части от него)!
Тони (Пепа Николова) – момиче с леко поведение, което се отнася пренебрежително към всекиго и всичко, е интернирана от София в Русе. Тя среща Йордан (Асен Кисимов), който е различен от другите ѝ познати, и се влюбва в него. Той ѝ помага да започне работа в неговата бригада за комунистически труд в Русенската корабостроителница. Отношенията там са неискрени и нейното появяване става повод слабостите и недостатъците да излязат на повърхността. Някои от членовете на бригадата правят всичко възможно Тони да напусне. Йордан ѝ е направил предложение за женитба, но тя още не е готова за такава важна стъпка.

## Допълнителна информация
- Филмът е завършен през 1966 година, но е забранен от комунистически режим и парадоксално официалната премиера на „Понеделник сутрин“ е 22 години по-късно – на 31 октомври 1988 година.
- „Понеделник сутрин“ е първата голяма роля на Пепа Николова.
- В няколко от сцените на филма – например сцената, в която Кръстьо купува питиетата – може да се види прочутата „Стъклена будка“ в центъра на Русе, съборена също по времето на кмета Димитър Аврамов.
- Показани са някои знакови дунавски кораби, като например пътническия кораб „Димитър Благоев“ и моторния кораб-тласкач „Панайот Хитов“.
- Ценни кадри от вече изчезналия градски пейзаж на Русе са с архивна стойност, като например сцените около току-що завършената Централна жп гара Русе и квартала около нея; къщата, в която се помещава квартирата на Йордан; старата жп гара „Пристанище“ и кварталът около нея.
- Въпреки че премиерата на филма е през октомври 1988 година, писателят Георги Марков го определя като един от знаковите филми на инакомислието от втората половина на 60-те години на 20-ти век, в един от своите „Задочни репортажи за България“.

## Състав

### Актьорски състав
| Роля                               | Изпълнител                      |
| ---------------------------------- | ------------------------------- |
| Тони                               | Пепа Николова                   |
| Йордан                             | Асен Кисимов                    |
| Директорът на корабостроителницата | Петър Слабаков                  |
| Алекси                             | Кирил Господинов                |
| Кръстьо                            | Стефан Данаилов                 |
| Велко Лазаров                      | Руси Чанев                      |
| Павлето                            | Пламен Дончев                   |
| Секретарката                       | Соня Маркова                    |
| Жената на Алекси                   | Ана Пенчева                     |
| Жената на Велко                    | Катя Паскалева                  |
| Приятелката на Тони                | Мария Стефанова                 |
| Отговорникът на отрядниците        | Иван Янчев                      |
| Фоторепортерът                     | Сотир Майноловски               |
| Свалячът                           | Димитър Манчев                  |
| Запяващият интернационала          | Стефан Мавродиев                |
| Пробудената жена                   | Иванка Ангелова (некредитирана) |
|                                    | В. Калайджиева                  |
|                                    | Л. Тасева                       |
|                                    | Р. Василева                     |
|                                    | Я. Михов                        |
|                                    | Г. Блажев                       |
|                                    | С. Патарински                   |
| класния                            | Минко Минков                    |

### Творчески и технически екип
| Сценарий                    | Никола Тихолов                    |
| Режисьори                   | Ирина Акташева Христо Писков      |
| Оператор                    | Димо Коларов                      |
| Музика                      | Милчо Левиев                      |
| Звук                        | Митхен Андреев                    |
| Художник                    | Виолета Йовчева                   |
| Монтаж                      | Лина Гешева                       |
| Редактор                    | Любен Станев                      |
| Костюми                     | Искра Личева                      |
| Втори режисьор              | Аврам Пинкас                      |
| Грим                        | Димитър Коклин                    |
| Асистент-оператори          | Ангел Иванов Димитър Желязков     |
| Асистент-режисьори          | Надежда Паскалева Станко Михайлов |
| Фотограф                    | Лоте Михайлова                    |
| Асистент-монтажист          | Елена Петрова                     |
| Асистент по записа          | Митко Москов                      |
| Организатор                 | Петър Курдов                      |
| Оператор комбинирани снимки | Иван Манев                        |
| Директор                    | Христо Каранешев                  |
| Музиката изпълнява          | Софийски камерен оркестър         |

## Награди
- Награди на СБФД, 1988:
  - Специалната награда,
  - Награда за женска роля на Пепа Николова
  - Награда за операторско майсторство на Димо Коларов